# 1947 في بلغاريا
فيما يلي قوائم الأحداث التي وقعت خلال عام 1947 في بلغاريا.

## رياضة
- 1 يناير – كأس بلغاريا 1947 الفائز ليفسكي صوفيا.

## مواليد

### يناير
- 7 يناير – ستيفان أنجيلوف مصارع هاوي بلغاري.

### فبراير
- 3 فبراير – جورجي كامينسكي لاعب كرة قدم بلغاري.
- 3 فبراير – خريستو بونيف لاعب كرة قدم بلغاري.

### يوليو
- 29 يوليو – ملادين فاسيليف لاعب كرة قدم بلغاري.

### أغسطس
- 31 أغسطس – ديميتار ماراشبيف لاعب كرة قدم بلغاري.

### سبتمبر
- 21 سبتمبر – ليفانا فنكلستين ممثلة إسرائيلية.

### أكتوبر
- 18 أكتوبر – ستيفان ألادزوف لاعب كرة قدم بلغاري.

## وفيات

### يناير
- 1 يناير – كوستا تودوروف (مواليد 1886)

### أبريل
- 1 أبريل – إيكاترينا كارافيلوفا (مواليد 1860)